# Eccellenza Toscana 2018-2019
Il campionato italiano di calcio di Eccellenza regionale 2018-2019 è il ventottesimo organizzato in Italia. Rappresenta il quinto livello del calcio italiano.
Questi sono i gironi organizzati dal Comitato Regionale Toscana.

## Stagione

### Novità
In questa stagione ai nastri di partenza ci sono 33 partecipanti, ovvero una squadra in più rispetto alla scorsa stagione, suddivise in un girone da 16 e l'altro da 17. Dalla Serie D sono retrocesse Colligiana, Rignanese e Valdinievole Montecatini mentre dalla Promozione sono state promosse Cecina, Nuova Foiano, Pratovecchio Stia, Pro Livorno Sorgenti e Vorno ed è stata ripescato il Badesse.
La provincia più rappresentata è la Città metropolitana di Firenze con dieci squadre (Antella '99, Castelfiorentino, Fortis Juventus, Fucecchio, Grassina, Lastrigiana, Porta Romana, Rignanese, Signa 1914 e Valdarno); con cinque squadre c'è la Provincia di Arezzo (Baldaccio Bruni, Bucinese, Castiglionese, Nuova Foiano e Pratovecchio Stia); con tre squadre a testa ci sono le province di Livorno (Atletico Piombino, Cecina e Pro Livorno Sorgenti), Lucca (Camaiore, Castelnuovo Garfagnana e Vorno), Pisa (Atletico Cenaia, Cuoiopelli e San Miniato Basso) e Siena (Badesse, Colligiana e Poggibonsi); con due squadre Massa-Carrara (Montignoso e San Marco Avenza) e Pistoia (Ponte Buggianese e Valdinievole Montecatini); con una sola squadra Grosseto (Grosseto) e Prato (Zenith Audax).

#### Aggiornamenti
- Il Badesse, retrocesso nel campionato precedente, è stato ripescato per delibera del CONI.[1]
- Il Marina La Portuale A.S.D. ha cambiato denominazione in A.S.D. Montignoso Football Club.[2]

## Girone A

### Squadre partecipanti
| Club                     | Città (provincia)                 | Stadio                          | Stagione precedente               |
| ------------------------ | --------------------------------- | ------------------------------- | --------------------------------- |
| Atletico Cenaia          | Cenaia di Crespina Lorenzana (PI) | Stadio Vittorio Pennati         | 8º posto in Eccellenza Toscana/A  |
| Atletico Piombino        | Piombino (LI)                     | Stadio Magona d'Italia          | 6º posto in Eccellenza Toscana/A  |
| Camaiore                 | Camaiore (LU)                     | Stadio Comunale                 | 2º posto in Promozione Toscana/A  |
| Castelfiorentino         | Castelfiorentino (FI)             | Stadio Comunale                 | 10º posto in Eccellenza Toscana/A |
| Castelnuovo Garfagnana   | Castelnuovo di Garfagnana (LU)    | Stadio Alessio Nardini          | 11º posto in Eccellenza Toscana/A |
| Cecina                   | Cecina (LI)                       | Stadio Loris Rossetti           | 2º posto in Promozione Toscana/C  |
| Cuoiopelli               | Santa Croce sull'Arno (PI)        | Stadio Libero Masini            | 2º posto in Eccellenza Toscana/A  |
| Fucecchio                | Fucecchio (FI)                    | Stadio comunale Filippo Corsini | 13º posto in Eccellenza Toscana/A |
| Grosseto                 | Grosseto                          | Stadio Carlo Zecchini           | 3º posto in Eccellenza Toscana/A  |
| Montignoso               | Montignoso (MS)                   | Stadio Luigi Quartieri (Aulla)  | 9º posto in Eccellenza Toscana/A  |
| Ponte Buggianese         | Ponte Buggianese (PT)             | Stadio Sandro Pertini           | 12º posto in Eccellenza Toscana/A |
| Pro Livorno Sorgenti     | Livorno                           | Stadio Mario Magnozzi           | 1º posto in Promozione Toscana/C  |
| San Marco Avenza         | Avenza di Carrara (MS)            | Centro Sportivo Nuova Covetta   | 7º posto in Eccellenza Toscana/A  |
| San Miniato Basso        | San Miniato Basso (PI)            | Stadio Massimo Pagni            | 5º posto in Eccellenza Toscana/A  |
| Valdinievole Montecatini | Montecatini Terme (PT)            | Stadio Daniele Mariotti         | 18º posto in Serie D/E            |
| Vorno                    | Vorno di Capannori (LU)           | Stadio Comunale                 | 1º posto in Promozione Toscana/A  |

### Classifica
|  | Pos. | Squadra                | Pt | G  | V  | N  | P  | GF | GS | DR  |
|  | ---- | ---------------------- | -- | -- | -- | -- | -- | -- | -- | --- |
|  | 1.   | Grosseto               | 73 | 30 | 23 | 4  | 3  | 61 | 19 | +42 |
|  | 2.   | Fucecchio              | 66 | 30 | 20 | 6  | 4  | 55 | 18 | +37 |
|  | 3.   | San Marco Avenza       | 53 | 30 | 16 | 5  | 9  | 41 | 27 | +14 |
|  | 4.   | Pro Livorno            | 52 | 30 | 16 | 4  | 10 | 54 | 39 | +15 |
|  | 5.   | Montecatini            | 49 | 30 | 14 | 7  | 9  | 40 | 31 | +9  |
|  | 6.   | Cuoiopelli             | 47 | 30 | 13 | 8  | 9  | 42 | 32 | +10 |
|  | 7.   | Castelnuovo Garfagnana | 40 | 30 | 11 | 7  | 12 | 31 | 40 | -9  |
|  | 8.   | San Miniato Basso      | 40 | 30 | 10 | 10 | 10 | 30 | 33 | -3  |
|  | 9.   | Castelfiorentino       | 38 | 30 | 10 | 8  | 12 | 37 | 34 | +3  |
|  | 10.  | Vorno                  | 36 | 30 | 9  | 9  | 12 | 33 | 35 | -2  |
|  | 11.  | Montignoso (-1)        | 36 | 30 | 9  | 10 | 11 | 30 | 34 | -4  |
|  | 12.  | Camaiore               | 35 | 30 | 9  | 8  | 13 | 33 | 40 | -7  |
|  | 13.  | Atletico Cenaia        | 34 | 30 | 7  | 13 | 10 | 35 | 41 | -6  |
|  | 14.  | Ponte Buggianese       | 26 | 30 | 6  | 8  | 16 | 25 | 44 | -19 |
|  | 15.  | Atletico Piombino      | 24 | 30 | 6  | 6  | 18 | 22 | 53 | -31 |
|  | 16.  | Cecina                 | 13 | 30 | 4  | 1  | 25 | 13 | 62 | -49 |

Legenda
      Promossa in Serie D 2019-2020.
      Ammessa ai play-off nazionali.
 Partecipa ai play-off o ai play-out.
      Retrocesse in Promozione 2019-2020.
Regolamento:
Tre punti a vittoria, uno a pareggio, zero a sconfitta.
Note:
Il Montignoso ha scontato 1 punto di penalizzazione.

### Risultati

#### Tabellone
|                          | ATC  | ATP  | CAM  | CAS  | CAG  | CEC  | CUO  | FUC  | GRO  | MON  | PON  | PRO  | SMA  | SMI  | VAL  | VOR  |
| ------------------------ | ---- | ---- | ---- | ---- | ---- | ---- | ---- | ---- | ---- | ---- | ---- | ---- | ---- | ---- | ---- | ---- |
| Atletico Cenaia          | –––– | 1-0  | 0-0  | 2-1  | 3-1  | 1-0  | 1-2  | 1-2  | 0-1  | 2-2  | 1-1  | 1-2  | 1-1  | 1-3  | 1-1  | 0-0  |
| Atletico Piombino        | 0-1  | –––– | 0-2  | 2-2  | 3-1  | 1-0  | 0-2  | 0-1  | 0-4  | 1-0  | 0-0  | 0-3  | 1-1  | 2-2  | 0-0  | 0-3  |
| Camaiore                 | 1-1  | 1-1  | –––– | 1-2  | 4-0  | 3-0  | 0-1  | 0-1  | 0-0  | 3-0  | 4-1  | 2-3  | 0-2  | 3-2  | 3-1  | 2-1  |
| Castelfiorentino         | 2-2  | 1-0  | 2-0  | –––– | 1-1  | 6-0  | 1-1  | 0-3  | 1-2  | 0-1  | 1-1  | 0-2  | 0-1  | 0-0  | 1-1  | 0-2  |
| Castelnuovo Garfagnana   | 2-5  | 2-0  | 0-1  | 1-3  | –––– | 4-0  | 0-0  | 1-0  | 1-2  | 2-0  | 2-1  | 1-0  | 1-0  | 1-0  | 0-1  | 1-1  |
| Cecina                   | 3-2  | 2-1  | 4-0  | 0-1  | 0-1  | –––– | 0-4  | 0-2  | 0-4  | 0-1  | 0-0  | 1-3  | 0-1  | 0-1  | 0-3  | 0-1  |
| Cuoiopelli               | 1-1  | 0-2  | 2-0  | 1-2  | 3-1  | 1-0  | –––– | 2-2  | 1-4  | 3-0  | 1-1  | 3-0  | 1-3  | 1-2  | 0-3  | 3-0  |
| Fucecchio                | 0-0  | 3-0  | 4-0  | 0-0  | 0-2  | 1-0  | 0-0  | –––– | 4-1  | 2-2  | 6-1  | 3-0  | 1-0  | 2-0  | 1-0  | 2-0  |
| Grosseto                 | 1-1  | 4-1  | 4-0  | 2-1  | 2-0  | 5-0  | 0-1  | 2-1  | –––– | 1-1  | 1-0  | 1-0  | 1-0  | 3-1  | 3-0  | 3-1  |
| Montignoso               | 1-1  | 5-0  | 1-1  | 1-0  | 1-1  | 0-1  | 2-2  | 1-1  | 0-1  | –––– | 0-0  | 3-1  | 0-3  | 1-2  | 0-1  | 2-0  |
| Ponte Buggianese         | 2-3  | 0-2  | 1-0  | 0-2  | 0-1  | 3-0  | 3-1  | 0-1  | 2-3  | 0-2  | –––– | 3-1  | 2-1  | 0-1  | 0-2  | 0-2  |
| Pro Livorno Sorgenti     | 5-0  | 4-0  | 0-0  | 1-2  | 4-2  | 3-2  | 2-1  | 1-4  | 0-1  | 2-1  | 1-0  | –––– | 2-2  | 1-0  | 2-1  | 1-1  |
| San Marco Avenza         | 1-0  | 2-1  | 3-1  | 2-1  | 0-0  | 2-0  | 1-0  | 0-2  | 0-3  | 3-0  | 3-0  | 2-1  | –––– | 2-2  | 1-3  | 3-1  |
| San Miniato Basso        | 2-1  | 3-1  | 0-0  | 0-3  | 1-1  | 1-0  | 0-0  | 1-0  | 0-1  | 0-1  | 1-2  | 0-0  | 1-0  | –––– | 1-1  | 1-3  |
| Valdinievole Montecatini | 2-0  | 1-0  | 2-0  | 1-0  | 2-0  | 3-0  | 1-2  | 3-4  | 1-1  | 0-1  | 1-1  | 1-4  | 1-0  | 1-1  | –––– | 2-0  |
| Vorno                    | 1-1  | 2-3  | 1-1  | 3-1  | 0-0  | 3-0  | 0-2  | 0-2  | 1-0  | 0-0  | 0-0  | 1-3  | 0-1  | 1-1  | 4-0  | –––– |

### Spareggi

#### Play-off
Non disputati.
Il Fucecchio è stato ammesso direttamente ai play-off nazionali in quanto il distacco sulla terza piazzata era 13 punti. La regola per la disputa dei play-off prevede che il distacco debba essere inferiore ai 10 punti.

#### Play-out
|                 | Risultati |                  | Luogo e data          |
| --------------- | --------- | ---------------- | --------------------- |
| Atletico Cenaia | 1-1 (dts) | Ponte Buggianese | Cenaia, 5 maggio 2019 |
|                 |           |                  |                       |

## Girone B

### Squadre partecipanti
| Club              | Città (provincia)               | Stadio                          | Stagione precedente               |
| ----------------- | ------------------------------- | ------------------------------- | --------------------------------- |
| Antella '99       | Antella di Bagno a Ripoli (FI)  | Campo sportivo CRC Antella      | 11º posto in Eccellenza Toscana/B |
| Badesse           | Badesse di Monteriggioni (SI)   | Campo sportivo comunale         | 14º posto in Eccellenza Toscana/B |
| Baldaccio Bruni   | Anghiari (AR)                   | Stadio Saverio Zanchi           | 7º posto in Eccellenza Toscana/B  |
| Bucinese          | Bucine (AR)                     | Stadio Comunale                 | 13º posto in Eccellenza Toscana/B |
| Castiglionese     | Castiglion Fiorentino (AR)      | Stadio Emanuele Faralli         | 10º posto in Eccellenza Toscana/B |
| Colligiana        | Colle di Val d'Elsa (SI)        | Stadio Gino Manni               | 20º posto in Serie D/D            |
| Fortis Juventus   | Borgo San Lorenzo (FI)          | Stadio Giacomo Romanelli        | 3º posto in Eccellenza Toscana/B  |
| Grassina          | Grassina di Bagno a Ripoli (FI) | Stadio Comunale Andrea Pazzagli | 5º posto in Eccellenza Toscana/B  |
| Lastrigiana       | Lastra a Signa (FI)             | Stadio Comunale                 | 12º posto in Eccellenza Toscana/B |
| Nuova Foiano      | Foiano della Chiana (AR)        | Stadio dei Pini                 | 1º posto in Promozione Toscana/B  |
| Poggibonsi        | Poggibonsi (SI)                 | Stadio Stefano Lotti            | 4º posto in Eccellenza Toscana/A  |
| Porta Romana      | Firenze                         | Stadio delle Due Strade         | 2º posto in Eccellenza Toscana/B  |
| Pratovecchio Stia | Pratovecchio Stia (AR)          | Stadio Comunale                 | 2º posto in Promozione Toscana/B  |
| Rignanese         | Rignano sull'Arno (FI)          | Stadio Comunale                 | 14º posto in Serie D/E            |
| Signa             | Signa (FI)                      | Stadio del Bisenzio             | 9º posto in Eccellenza Toscana/B  |
| Valdarno          | Figline Valdarno (FI)           | Stadio Goffredo Del Buffa       | 6º posto in Eccellenza Toscana/B  |
| Zenith Audax      | Prato                           | Stadio Bruno Chiavacci          | 8º posto in Eccellenza Toscana/B  |

### Classifica
|  | Pos. | Squadra           | Pt | G  | V  | N  | P  | GF | GS | DR  |
|  | ---- | ----------------- | -- | -- | -- | -- | -- | -- | -- | --- |
|  | 1.   | Grassina          | 74 | 32 | 22 | 8  | 2  | 75 | 26 | +49 |
|  | 2.   | Poggibonsi        | 72 | 32 | 22 | 6  | 4  | 71 | 27 | +44 |
|  | 3.   | Colligiana (-1)   | 64 | 32 | 19 | 8  | 5  | 44 | 29 | +15 |
|  | 4.   | Fortis Juventus   | 59 | 32 | 16 | 11 | 5  | 42 | 29 | +13 |
|  | 5.   | Badesse           | 47 | 32 | 12 | 11 | 9  | 49 | 46 | +3  |
|  | 6.   | Valdarno          | 46 | 32 | 12 | 10 | 10 | 44 | 42 | +2  |
|  | 7.   | Zenith Audax (-1) | 46 | 32 | 12 | 11 | 9  | 41 | 41 | 0   |
|  | 8.   | Rignanese         | 45 | 32 | 12 | 9  | 11 | 42 | 35 | +7  |
|  | 9.   | Baldaccio Bruni   | 39 | 32 | 9  | 12 | 11 | 39 | 48 | -9  |
|  | 10.  | Antella '99       | 39 | 32 | 10 | 9  | 13 | 29 | 29 | 0   |
|  | 11.  | Lastrigiana       | 37 | 32 | 9  | 10 | 13 | 31 | 41 | -10 |
|  | 12.  | Porta Romana (-1) | 35 | 32 | 9  | 9  | 14 | 42 | 41 | +1  |
|  | 13.  | Signa             | 32 | 32 | 7  | 11 | 14 | 34 | 46 | -12 |
|  | 14.  | Foiano            | 29 | 32 | 6  | 11 | 15 | 41 | 56 | -15 |
|  | 15.  | Pratovecchio Stia | 27 | 32 | 4  | 15 | 13 | 29 | 40 | -11 |
|  | 16.  | Castiglionese     | 24 | 32 | 6  | 6  | 20 | 28 | 57 | -29 |
|  | 17.  | Bucinese          | 15 | 32 | 2  | 9  | 21 | 19 | 67 | -48 |

Legenda
      Promossa in Serie D 2019-2020.
      Ammessa ai play-off nazionali.
 Partecipa ai play-off o ai play-out.
      Retrocesse in Promozione 2019-2020.
Regolamento:
Tre punti a vittoria, uno a pareggio, zero a sconfitta.
Note:
Colligiana, Porta Romana e Zenith Audax hanno scontato 1 punto di penalizzazione.

### Risultati

#### Tabellone
|                   | ANT  | BAD  | BAL  | BUC  | CAS  | COL  | FOR  | GRA  | LAS  | NFO  | POG  | POR  | PRA  | RIG  | SIG  | VAL  | ZEN  |
| ----------------- | ---- | ---- | ---- | ---- | ---- | ---- | ---- | ---- | ---- | ---- | ---- | ---- | ---- | ---- | ---- | ---- | ---- |
| Antella '99       | –––– | 1-1  | 2-1  | 3-0  | 4-0  | 0-1  | 1-3  | 0-1  | 1-0  | 0-2  | 1-0  | 2-1  | 2-0  | 0-1  | 1-1  | 0-1  | 1-1  |
| Badesse           | 1-0  | –––– | 2-3  | 5-2  | 1-1  | 0-1  | 4-2  | 0-3  | 2-2  | 3-1  | 0-3  | 3-2  | 1-1  | 1-1  | 5-2  | 0-2  | 3-2  |
| Baldaccio Bruni   | 0-0  | 0-0  | –––– | 1-1  | 3-2  | 1-2  | 2-1  | 1-4  | 0-3  | 1-0  | 2-4  | 2-2  | 2-2  | 1-1  | 1-1  | 4-1  | 2-3  |
| Bucinese          | 1-1  | 0-1  | 0-0  | –––– | 1-0  | 0-3  | 0-2  | 0-5  | 0-1  | 1-1  | 0-4  | 1-2  | 1-1  | 0-0  | 0-2  | 0-2  | 0-1  |
| Castiglionese     | 0-2  | 2-4  | 0-0  | 3-0  | –––– | 0-4  | 2-3  | 0-3  | 3-0  | 1-1  | 0-0  | 1-2  | 1-1  | 1-3  | 0-1  | 0-1  | 2-0  |
| Colligiana        | 2-1  | 0-1  | 1-1  | 1-2  | 2-1  | –––– | 0-0  | 0-0  | 1-0  | 3-2  | 1-1  | 2-0  | 2-1  | 2-1  | 3-2  | 1-0  | 2-1  |
| Fortis Juventus   | 1-0  | 1-0  | 0-2  | 2-2  | 3-0  | 0-0  | –––– | 1-1  | 1-1  | 3-0  | 1-1  | 1-0  | 2-1  | 1-0  | 2-0  | 2-1  | 1-1  |
| Grassina          | 1-0  | 1-1  | 2-0  | 3-0  | 4-2  | 4-1  | 1-1  | –––– | 5-2  | 6-2  | 2-1  | 2-0  | 6-1  | 1-0  | 3-1  | 3-4  | 3-1  |
| Lastrigiana       | 2-1  | 1-0  | 0-1  | 1-1  | 0-2  | 1-4  | 0-1  | 0-1  | –––– | 2-0  | 0-0  | 0-0  | 0-0  | 3-1  | 2-1  | 0-0  | 0-0  |
| Nuova Foiano      | 1-1  | 1-1  | 0-2  | 3-3  | 4-0  | 0-0  | 0-0  | 2-2  | 2-2  | –––– | 0-2  | 3-1  | 2-1  | 2-1  | 1-2  | 1-4  | 1-2  |
| Poggibonsi        | 2-0  | 6-3  | 4-0  | 4-0  | 3-1  | 3-0  | 4-0  | 0-2  | 2-0  | 1-0  | –––– | 3-2  | 0-0  | 3-1  | 2-0  | 4-2  | 4-1  |
| Porta Romana      | 0-0  | 1-1  | 2-0  | 4-0  | 2-0  | 4-0  | 1-2  | 1-1  | 4-1  | 1-3  | 0-2  | –––– | 1-1  | 1-2  | 0-0  | 1-2  | 3-1  |
| Pratovecchio Stia | 0-0  | 0-0  | 0-2  | 1-0  | 1-1  | 1-1  | 0-1  | 1-2  | 1-2  | 1-1  | 4-0  | 1-1  | –––– | 1-1  | 3-0  | 3-2  | 0-2  |
| Rignanese         | 2-0  | 0-1  | 3-1  | 3-0  | 3-0  | 0-1  | 2-0  | 1-0  | 1-2  | 2-1  | 0-2  | 2-0  | 2-1  | –––– | 1-1  | 1-1  | 2-2  |
| Signa 1914        | 0-1  | 1-1  | 0-0  | 2-1  | 0-1  | 1-2  | 1-1  | 0-1  | 3-2  | 4-2  | 1-2  | 1-1  | 1-0  | 1-1  | –––– | 2-2  | 2-3  |
| Valdarno          | 0-0  | 0-1  | 2-2  | 3-1  | 0-1  | 0-1  | 1-3  | 2-2  | 2-1  | 1-1  | 2-2  | 0-2  | 1-0  | 1-1  | 1-0  | –––– | 2-2  |
| Zenith Audax      | 2-3  | 3-2  | 3-1  | 2-1  | 1-0  | 0-0  | 0-0  | 0-0  | 0-0  | 2-1  | 1-2  | 1-0  | 0-0  | 3-2  | 0-0  | 0-1  | –––– |

### Spareggi

#### Play-off

##### Tabellone
|  | Semifinali | Semifinali      | Semifinali |                 |   | Finale | Finale     | Finale |  |
|  |            |                 |            |                 |   |        |            |        |  |
|  |            |                 |            |                 |   | 2      | Poggibonsi | 3      |  |
|  |            |                 |            |                 |   | 2      | Poggibonsi | 3      |  |
|  |            |                 |            | Fortis Juventus | 0 |        |            |        |  |
|  | 3          | Colligiana      | 0          | Fortis Juventus | 0 |        |            |        |  |
|  | 3          | Colligiana      | 0          |                 |   |        |            |        |  |
|  | 4          | Fortis Juventus | 1          |                 |   |        |            |        |  |

##### Semifinale
|            | Risultati |                 | Luogo e data                       |
| ---------- | --------- | --------------- | ---------------------------------- |
| Colligiana | 0-1       | Fortis Juventus | Colle di Val d'Elsa, 5 maggio 2019 |
|            |           |                 |                                    |

##### Finale
|            | Risultati |                 | Luogo e data            |
| ---------- | --------- | --------------- | ----------------------- |
| Poggibonsi | 3-0       | Fortis Juventus | Firenze, 12 maggio 2019 |
|            |           |                 |                         |

#### Play-out
|        | Risultati |                   | Luogo e data                       |
| ------ | --------- | ----------------- | ---------------------------------- |
| Signa  | 3-2 (dts) | Castiglionese     | Signa, 5 maggio 2019               |
| Foiano | 2-1       | Pratovecchio Stia | Foiano della Chiana, 5 maggio 2019 |
|        |           |                   |                                    |